# Добрыня Никитич и Змей Горыныч (игра)
«Добрыня Никитич и Змей Горыныч» — компьютерная игра в жанре «квест». Игра была разработана PIPE studio и издана фирмой 1С. Игра вышла 31 марта 2006 года.

## Сюжет
Князь Киевский посылает гонца Елисея к Добрыне Никитичу на заставу, передать послание. Путь Елисею преграждает личный охранник богатыря и требует пропуск. Елисей показывает ему свой пропуск, но он оказался просроченным. Елисей решил сходить к Писарю, чтобы тот выписал ему новый пропуск, но к не счастью у него закончились чернила. Елисей начал скандалить, что он будет жаловаться на него Князю, но потом решил изготовить для Писаря новые чернила и последний выписывает ему новый пропуск. Охранник пропускает Елисея, увидев новый пропуск. Добрыня Никитич получает послание от Князя, что Змей Горыныч похитил Забаву и ему надо найти их. Елисей идёт следом за Добрыней, утверждая, что Князь велел ему всегда быть при нём. Добрыня в первую очередь решил сходить к самому Князю договориться, чтобы отговорить брать Елисея собой, так как ему напарники не нужны. Однако Князь был не в настроении и Добрыню пришлось отправиться вместе с Елисеем на поиски. Однако они не знают, куда идти и где искать Горыныча.
Они решили сходить к Алёше Поповичу с Любавой. Последняя говорит, что Алёша в последнее время сидит дома и не выходит на улицу. Он весь день у окна сидит, да на балалайке бренчит, пока не отведает вкусного пирога. Елисей приготовил для Алёши вкусный пирог и настроение Алёши снова поднимается. Любава отказывается отпускать Алёшу вместе с Добрыней, но тот успокаивает её, что он не пойдёт никуда, так как Князь доверил спасти Забаву именно Добрыне и говорит ему, что Горыныч открывал один завод яблочного кваса и просит спросить у торговцев на базаре, где такой товар взять. Добрыня отправляется расспрашивать торговцев и одна из них говорит, что она брала такой квас у купца Ерёмы, который похоронен на кладбище. Придя на кладбище и найдя могилу Ерёмы, его дух в обмен на лунный самоцвет объясняет, что Горыныч обитает в дальнем Забугорье.
Придя в дальнее Забугорье Добрыня и Елисей не находят Горыныча, зато находят кузницу местных забугорцев и решают их расспросить. Они не желают их слушать, утверждая, что у них работы много и надо меч закончить во время. Оказалось, что у них часы сломаны и стоят. Елисей чинит их часы с кукушкой и забугорские кузнецы закончили ковать меч. Они рассказывают Елисею, что Горыныч живёт не далеко от них в пещере. Добрыня и Елисей отправляются туда.
Найдя пещеру перед ними стоит каменная дверь, которая открывается если стоять на плите с отпечатком лапы. Только Добрыня сможет стоять на ней и держать дверь открытой, так как Елисей мало весит, а дверь закрывается, если встать с плиты. Елисею пришлось самому зайти внутрь и найти, чем подпереть дверь. Он находит рычаг и дёргает его, заперев дверь. Внутри пещеры было темно и страшно, а Добрыня колотит в дверь ногами и пытается ворваться внутрь. Внезапно дверь сама открылась и Добрыня вошёл внутрь. Найдя дротики и сыграв в дартс, они находят запасной выход из пещеры, а за ним находится машина по изготовлению кваса. Они решают запустить машину, чтобы приманить Горыныча. Услышав, как машина начала готовить квас, Горыныч прилетает к вооружённому Добрыне и Елисею. Добрыня вооружённый булавой побеждает Горыныча и выясняется, что Горыныч не похищал Забаву и его подставили. Однако остался вопрос, кто тогда похитил Забаву, если Горыныч не виноват. Горыныч советует Добрыне и Елисею сходить к одной старухе в лес, где глухомань, да чащоба. У неё есть волшебное зеркало, которое подскажет, где искать Забаву.
Придя в лес и найдя старуху, последняя объясняет, что у неё больше нет зеркала, так как она ходила на чёрный пруд и красоту наводить, да упустила его в воду. Они приходят на тот самый пруд и встречают у пруда мужика, который рассказывает о рыбьем пузыре с которым можно под водой дышать. Добрыня просит одолжить или обменять пузырь, но мужик отказывается, так как он ему самому нужен потому, что его лодка сломана. Добрыня чинит мужику лодку и тот отдаёт ему свой пузырь. Елисей надев себе на голову рыбий пузырь опускается в глубь пруда и встречает морского царя, тот говорит, что не отдаст зеркало, если они не вызовут дождь, так как скоро засуха. Морской царь отбирает у Елисея рыбий пузырь и Елисей выныривает обратно. Елисей говорит Добрыне о том, что попросил морской царь в обмен на зеркало. Вернувшись к старухе, та отдаёт им отрывок из книги, где описаны приметы из которых они узнают, что лягушки квакают к дождю. Они идут на болото к царевне лягушке и просят, чтобы она вместе с её слугами по квакали, но она отказывается квакать, так как у неё нет настроения. Она просит, чтобы те выбили ей стрелу Царевича, которая выстрелила в дерево и достать её не может. Добрыня помогает достать стрелу и царевна вместе со всеми лягушками начали квакать и пошёл дождь. Однако морской царь твердит, что дождь маленький и просит его побольше. Добрыня просит царевну лягушку по квакать ещё сильнее, но упомянув о морском царе, настроение лягушки портится и она две недели отказывается квакать. Оказалось, что морской царь жаждет испортить болото царевны лягушки. Тогда они просят того мужика изловить морского царя и выясняется, что тот и ему жизнь портит, что он сам жаждет давно изловить его, да только пруд глубокий. Тогда Добрыня решил, что надо осушить пруд. Мужик рассказывает про одного чужеземца, у которого есть животное, способное выпить весь пруд и добавки попросит и этот чужеземец находится на торговой заставе.
Добрыня и Елисей приходят на торговую заставу и находят того чужеземца вместе с верблюдом. Чужеземец отдаст им верблюда в обмен на корзину яблок. Тогда они идут в сад, где набирают две корзины яблок. Одну собой забирают, а другую оставляют привратнику сада. Обменяв вторую корзину яблок на верблюда у чужеземца они возвращаются к пруду и заставляют верблюда выпить его до дна. Морской царь сдаётся и отдаёт зеркало обратно, а Добрыня велит верблюду остановиться. Они возвращают зеркало старушке и та с его помощью определяет, где находится Забава. Оказалось, что это купец Колыван Берендеев вместе с Бабой-Ягой похитили Забаву.
Добрыня и Елисей приходят к викингам, находят воздушный шар и на нём прилетают к башне Колывана. Елисей решает поискать Забаву в темнице, а Добрыня решает сразиться с Колываном в бою. Колыван залпом выпивает волшебное зелье Бабы-Яги, с помощью которого он вырастает до трёх метров и увеличивается его физическая сила. Добрыня вступает в битву с Колываном и побеждает его. Добрыня и Елисей возвращают Забаву Князю.

## Геймплей
Игрок может управлять двумя персонажами Добрыней Никитичем и Елисеем. Игрок может передвигаться с одной локации на другую, взаимодействовать с персонажами игры, общаться с ними, обмениваться вещами, подбирать предметы и использовать их.

## Оценки
| Сводный рейтинг       | Сводный рейтинг |
| Агрегатор             | Оценка          |
| --------------------- | --------------- |
| «Критиканство»        | 57/100          |
| Русскоязычные издания |                 |
| Издание               | Оценка          |
| Absolute Games        | 33 %            |
| «Игромания»           | 6,0/10          |

Игра получила смешанные оценки критиков. AG.ru высказывалась по поводу игры негативно, поставив игре всего 33 % из 100. Сергей Звездов на «Игромании» дал игре шесть баллов из десяти, подмечая хороший геймплей, графику, звуки, музыку, интерфейс и управление, назвав игру не самостоятельным квестом, а скорее своеобразным дополнением к мультфильму. На сайте агрегаторе рецензий «Критиканство» у игры 57 баллов из 100 на основе 2 рецензий.